# البنكغو
Alpenkorps (تعني فيلق جبال الألب) عبارة عن تشكيل جبلي مؤقت بحجم فرقةالذي شكله الجيش الإمبراطوري الألماني خلال الحرب العالمية الأولى. اعتبرها الحلفاء واحدة من أفضل التشكيلات في الجيش الألماني.

## تشكيل - تكوين
بعد مواجهة صعوبات كبيرة في قتال Chasseurs Alpins الفرنسي في جبال الفوج خلال معركة الحدود، قرر الجيش الألماني إنشاء وحدات جبلية متخصصة. كتائب حذاء الثلج الملكية البافارية 1 و2 (KGL. Bayerisches Schneeschuhbataillon I & II ) تم تشكيلها في ميونيخ، بافاريا في 21 نوفمبر 1914. تم تشكيل كتيبة ثالثة في أبريل 1915 من السرية الرابعة والخامسة والسادسة من الكتيبة الثانية. في مايو 1915، تم جمع الكتائب الثلاث مع رابعة لتشكيل فوج ياغر الثالث ( Jäger Regiment Nr.3 ). في أكتوبر 1915، تم ظغوالة تسمية Schneeschuhbataillon.
أيضًا في مايو 1915، تم ضم الكتائب البافارية الأولى والثانية والثانية الاحتياطية المنفصلة سابقًا لتشكيل فوج ياجر الملكي البافاري الأول ( Kgl. باير. Jäger Regiment Nr. 1 ). تم ضم الكتائب البروسية العاشرة والعاشرة والرابعة عشرة الاحتياطية أيضًا معًا لتشكيل فوج ياجر الثاني ( فوج ياجر رقم 2 ).
أصبحت هذه الوحدات، إلى جانب فوج الإنقاذ الملكي للمشاة البافارية النخبة ( Infanterie-Leib-Regiment )، فوج الحارس الشخصي للجيش البافاري، وتم استكمالها بالمدفعية الإضافية والرشاشات ووحدات الدعم الأخرى. تأسست Alpenkorps رسميا في 18 مايو 1915، وقادها البافاري جينيرال لوتنانت كونراد كرافت فون ديلمينزنغن ‏.

### 17 أغسطس 1918

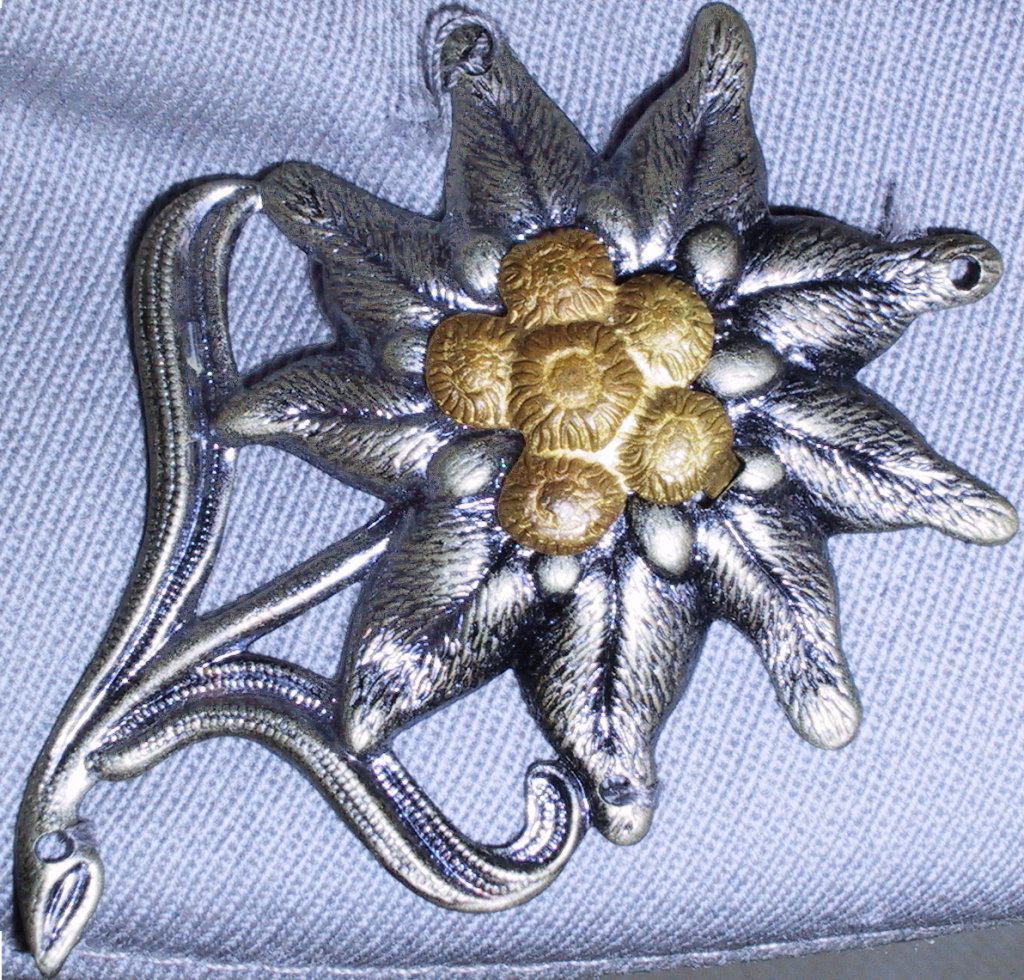
شارة Edelweiss

## عمليات

### صربيا
بعد أسبوع واحد فقط في فرنسا ودولوميت، تم إرسال Alpenkorps للقتال في الحملة الصربية.

### فرنسا
عادت Alpenkorps إلى الجبهة الغربية في عام 1918. شاركت في معركة ليس في أبريل وحاربت في معركة بيكاردي في هجوم المائة يوم. في أكتوبر، عادت إلى البلقان، حيث كانت في وقت الهدنة.

## أعضاء بارزون في فيلق جبال الألب
- هيرمان بال
- أوتو فون أدناه
- فرانز ريتر فون إيب
- الأمير بافاريا هاينريش
- Konrad Krafft von Dellmensingen
- إريك لوينهاردت
- فريدريش بولس
- إروين روميل
- فرديناند شورنر

## روابط خارجية
- تاريخ مائتين وواحد وخمسين فرقة من الجيش الألماني الذي شارك في الحرب (1914-1918) (ص.   8-12)